# 클라나드 (영화)
《클라나드》(クラナド)는 데자키 오사무 감독의 일본 애니메이션 영화이다. 소재는 동명의 비주얼 노벨 게임에서 빌려 왔다. 2006년 3월 23일 도쿄 아니메 페어에서 도에이 애니메이션이 극장판 제작을 공언했으며 이듬해 9월 15일 개봉했다. 극장판은 메인 히로인 후루카와 나기사의 스토리 아크를 중심으로 한 클라나드 비주얼 노벨 줄거리를 각색한 것이다.

## 줄거리
오카자키 토모야는 무미건조한 나날을 보내고 있던 고교 3년생. 아버지와는 소원한 사이이며 어머니는 어렸을 적 돌아가셨다. 어느 봄날 토모야는 학교로 올라가는 언덕길에서 후루카와 나기사라는 소녀를 만난다. 나기사는 몸이 약해서 1년 유급한 상태였고, 무엇을 해야 할지 모르고 있었다. 토모야는 학교에서 무엇인가 할 만한 것을 찾으라고 충고해 주었고, 나기사는 폐부된 연극부를 다시 살리기로 마음먹는다.
나기사는 연극부 모집 포스터를 손수 그려 교내 곳곳에 붙인다. 토모야와 친구 스노하라 요헤이도 나기사를 돕지만, 학생회는 붙여 놓은 포스터에 붉은 페인트로 불허 표시를 해 놓는다. 요헤이는 크게 화를 내고 학생회 멤버 하나를 때려눕힌다.
해체되기 전 연극부 담당이었던 이부키 선생은 나기사에게 더 많은 부원을 모집하면 학교측에 부서 부활을 할 수 있게 손을 써 주겠다고 약속한다. 토모야와 요헤이는 포스터 수백 장을 복사하여 학교 곳곳에 붙여 놓는다. 연극부는 다시 만들어졌고, 나기사는 어렸을 적부터 꾼 꿈을 주제로 일인극을 하기로 결정한다. 나머지 둘은 배경과 음악, 조명 작업을 한다.
나기사는 각본을 쓰기 시작하며, 토모야와 요헤이를 자신의 집으로 초대하나 요헤이는 아르바이트 때문에 먼저 떠나고 토모야만이 온다. 토모야는 여기서 나기사의 어머니와 아버지와 처음으로 만난다.
토모야는 어렸을 적부터 같은 내용의 꿈을 계속 꿔 왔다. 토모야는 꿈 속에서 의식만 있고 몸은 없는 상태였다. 사람 크기의 버려진 인형을 찾아 그것을 몸 삼아, 낡은 자전거를 타고 세계를 떠돌아 다니고 있었다. 이윽고 ‘약속의 나무’라는 이름의, 커다란 벚꽃나무 하나를 찾아내고, 이 곳이 자기가 찾던 사람과 만날 수 있는 장소라고 여긴다.
학원제는 시작되었으나 나기사는 대본을 완성하지 못했다고 털어놓는다. 그러나 대본 대신 자신의 내면에 있는 메시지를 연기할 것이라고 말한다. 공연은 저녁에 있었기 때문에 막간 동안 나기사는 두 사람과 대화할 시간을 갖게 된다. 나기사는 자신의 부모님 두 분 다 연기자였으나 자기 때문에 꿈을 포기했고, 자신이 부모님의 꿈을 이렇게나마 대신 이루고 싶다고 말한다.
오후 극은 시작되었고 나기사의 연기와 함께 무대 뒷편에서 두 사람은 부지런히 조명 및 음향효과를 조작한다. 나기사의 독백을 듣던 토모야는 그녀가 꿔 온 꿈 - 죽음의 세계 - 이 자신과 같음을 깨닫고 충격을 받는다. 막이 내리며 박수 갈채가 쏟아지는 가운데, 토모야는 나기사에게 달려가 자신의 마음을 고백한다.
축제가 끝난 후 나기사의 몸은 안 좋아져서 다시 1년을 더 쉬게 되고, 토모야가 졸업한 후 1년 늦게 가까스로 학교를 졸업하게 된다. 둘은 작은 아파트 하나를 구하고 동거를 시작한다. 토모야는 전기 회사에 취직하고, 나기사는 패밀리 레스토랑에서 파트타임 아르바이트를 한다. 졸업한 친구들과의 만남이 계속되는 가운데 두 사람의 신혼생활은 이어진다.
이후 나기사는 아이를 갖게 되나 의사는 나기사의 부모에게 아이는 건강하지만 출산을 강행하면 산모의 목숨이 위험하다는 경고를 한다. 그러나 나기사는 태어날 아기에게 우시오라는 이름을 지어 주고, 아이를 낳겠다는 의지를 보인다. 어느 겨울 밤, 나기사는 여자아이를 낳고 숨을 거둔다. 토모야는 크게 상심하여 폐인처럼 지내며, 우시오 때문에 아내가 죽었다고 생각하여, 아기를 친정에 떠넘기고 5년 동안 연락을 단절한다. 토모야의 아버지는 아들에게 자신의 경험을 털어놓으며 힘을 북돋워 주려고 하나 토모야는 마음의 문을 굳게 잠그고 열려 하지 않는다.
토모야의 친구들은 어느 날 토모야를 집에서 억지로 끌어낸 뒤 함께 기차를 탄다. 영문 모르게 따라나온 토모야는 돌아가겠다고 고집을 피우나, 결국 어느 역 플랫폼에 내리게 된다. 플랫폼 저쪽에서 토모야를 기다리고 있는 것은 나기사의 부모님과 딸 우시오. 우시오는 토모야에게 달려오나 순간 발을 헛디뎌 쓰러지려 하고, 이에 토모야는 몸을 날려서 딸을 받는다. 자신을 아빠라고 부르는 우시오를 안는 순간 토모야는 꿈 속에서 보아 왔던 약속의 나무 밑에 나기사가 서 있는 환영을 잠시 본다.

## TV 판과의 차이
TV 판과는 제작진이 다르기 때문에 여러 가지 크고 작은 차이가 있다. TV 판은 오리지널 비주얼 노벨의 내용을 보다 충실히 따르고 있지만 극장판은 94분의 짧은 시간에 원작의 방대한 요소들을 포함시키는 과정에서 작거나 큰 수정이 많이 가해졌다.
극장판은 나기사와 토모야의 관계를 중점적으로 다루고 있으며 상대적으로 다른 히로인들의 비중은 거의 없다. 예로 후지바야시 쿄, 사카가미 토모요 등은 잠깐 등장하는 수준이며, 이치노세 코토미는 배경 수준이고 이부키 후코(그러나 언니 이부키 코우코는 비중있는 역할이다), 후지바야시 료는 아예 나오지 않는다.
환상세계 속에서 토모야는 직접 화자로 등장한다. 이부키 후코의 언니 이부키 코우코는 TV판에서 코우무라 토시로 대신 부서 고문역으로 등장하며, 3년 전 퇴직한 것으로 설정된 TV판과는 달리 활기넘치는 현역으로 나온다.
특정 캐릭터들 사이의 관계에 수정이 가해졌다. 토모요와 요헤이는 TV판과는 달리 다투는 장면이 없다. 토모요의 친구 요헤이는 코믹한 속성이 많이 제거되어 있으며, 가정 형편 때문에 파트타임을 뛰는 등 보다 현실에 대해 진지한 모습을 보여준다. TV에서 토모야의 아버지는 게으르고 무직에 술주정꾼이며 쓰레기더미 사이에서 잠으로 세월을 보내지만, 영화에서는 직장이 있다.
비주얼 노벨과 TV 시리즈, 극장판을 통틀어 역할 변화가 가장 적은 존재는 나기사의 양친이다. 두 사람의 작중 역할, 인격은 극장판과 기타 버전과의 차이가 거의 없다.

## 제작
- 감독

데자키 오사무 - 1963년 《우주소년 아톰》 시절부터 감독 활동을 시작했다. 최근에는 《Air》극장판의 감독을 맡았음.
- 캐릭터 디자인

히노우에 이타루(원안) - Key의 미술감독. 비주얼 노벨 작업에 참여.
가도노소노 메구미 - 히노우에 이타루의 원안에 기반. 2007년 초 《멋진 마녀♥러브 and 베리》에서 수석 애니메이션 감독을, 극장판 애니메이션 《키디 그레이브》에서 캐릭터 디자인을 맡은 바 있음.
- 각본

나카무라 마코토 - 2002년 TV판 《카논》, 2005년 극장판 《Air》에 참여.
2006년 3월 23일 도쿄 아니메 페어에서 본 영화가 2007년 개봉할 예정임이 공식적으로 발표되었다. 2007년 3월 10일 '극장판 클라나드'(劇場版CLANNAD) 문구를 새긴 검은색 버스를 이용한 판촉 캠페인이 아키하바라에서 있었다. 여기에는 작품 내 등장 인물들의 학교 제복으로 코스프레를 한 여성들이 동원되었다.